# Шалигіна Олена Євгенівна
Олена Євгенівна Шалигіна  (каз. Елена Евгеньевна Шалыгина, 15 грудня 1986) — російська та казахська борчиня вільного стилю, багаторазова призерка чемпіонатів світу, дворазова чемпіонка Азії, чемпіонка Азійських ігор, олімпійська медалістка.

## Спортивні результати на міжнародних змаганнях

### Виступи на Олімпіадах
| Змагання                    | Збірна    | Вагова категорія          | Місце  |
| --------------------------- | --------- | ------------------------- | ------ |
| Літні Олімпійські ігри 2008 | Казахстан | жіноча боротьба, до 63 кг | Бронза |
| Літні Олімпійські ігри 2012 | Казахстан | жіноча боротьба, до 63 кг | 15     |

### Виступи на Чемпіонатах світу
| Змагання                        | Збірна    | Вагова категорія          | Місце  |
| ------------------------------- | --------- | ------------------------- | ------ |
| Чемпіонат світу з боротьби 2007 | Казахстан | жіноча боротьба, до 63 кг | Срібло |
| Чемпіонат світу з боротьби 2009 | Казахстан | жіноча боротьба, до 63 кг | Бронза |
| Чемпіонат світу з боротьби 2010 | Казахстан | жіноча боротьба, до 67 кг | Срібло |
| Чемпіонат світу з боротьби 2011 | Казахстан | жіноча боротьба, до 63 кг | 31     |
| Чемпіонат світу з боротьби 2012 | Казахстан | жіноча боротьба, до 63 кг | 5      |
| Чемпіонат світу з боротьби 2022 | Казахстан | жіноча боротьба, до 65 кг | 11     |

### Виступи на Чемпіонатах Азії
| Змагання                       | Збірна    | Вагова категорія          | Місце  |
| ------------------------------ | --------- | ------------------------- | ------ |
| Чемпіонат Азії з боротьби 2006 | Казахстан | жіноча боротьба, до 63 кг | Срібло |
| Чемпіонат Азії з боротьби 2007 | Казахстан | жіноча боротьба, до 63 кг | Срібло |
| Чемпіонат Азії з боротьби 2008 | Казахстан | жіноча боротьба, до 63 кг | Бронза |
| Чемпіонат Азії з боротьби 2009 | Казахстан | жіноча боротьба, до 67 кг | Золото |
| Чемпіонат Азії з боротьби 2012 | Казахстан | жіноча боротьба, до 67 кг | Золото |

### Виступи на Азійських іграх
| Змагання           | Збірна    | Вагова категорія          | Місце  |
| ------------------ | --------- | ------------------------- | ------ |
| Азійські ігри 2006 | Казахстан | жіноча боротьба, до 63 кг | 8      |
| Азійські ігри 2010 | Казахстан | жіноча боротьба, до 63 кг | Золото |

### Виступи на Кубках світу
| Змагання                    | Збірна    | Вагова категорія          | Місце |
| --------------------------- | --------- | ------------------------- | ----- |
| Кубок світу з боротьби 2011 | Казахстан | жіноча боротьба, до 67 кг | 5     |

### Виступи на інших змаганнях
| Змагання                                                     | Збірна    | Вагова категорія          | Місце  |
| ------------------------------------------------------------ | --------- | ------------------------- | ------ |
| Гран-прі Німеччини з боротьби 2004                           | Казахстан | жіноча боротьба, до 55 кг | 4      |
| Гран-прі «Іван Яригін» 2009                                  | Казахстан | жіноча боротьба, до 67 кг | Золото |
| Золотий Гран-прі з боротьби 2010 (Красноярськ)               | Казахстан | жіноча боротьба, до 67 кг | Бронза |
| Золотий Гран-прі з боротьби 2010 (Баку)                      | Казахстан | жіноча боротьба, до 67 кг | Золото |
| Гран-прі Німеччини з боротьби 2011                           | Казахстан | жіноча боротьба, до 67 кг | 8      |
| Олімпійський кваліфікаційний турнір з боротьби 2012 (Астана) | Казахстан | жіноча боротьба, до 63 кг | Золото |
| Відкритий чемпіонат Польщі з боротьби 2012                   | Казахстан | жіноча боротьба, до 67 кг | 5      |
| Кубок Болата Турлиханова 2022                                | Казахстан | жіноча боротьба, до 65 кг | 5      |
| Ісламські ігри солідарності 2022                             | Казахстан | жіноча боротьба, до 65 кг | Золото |

### Виступи на змаганнях молодших вікових груп
| Змагання                                       | Збірна    | Вагова категорія          | Місце  |
| ---------------------------------------------- | --------- | ------------------------- | ------ |
| Чемпіонат Європи з боротьби серед кадетів 2001 | Росія     | жіноча боротьба, до 52 кг | Бронза |
| Чемпіонат Європи з боротьби серед кадетів 2003 | Росія     | жіноча боротьба, до 60 кг | Срібло |
| Чемпіонат Європи з боротьби серед юніорів 2004 | Росія     | жіноча боротьба, до 55 кг | 6      |
| Чемпіонат Азії з боротьби серед юніорів 2006   | Казахстан | жіноча боротьба, до 63 кг | Золото |
| Чемпіонат світу з боротьби серед юніорів 2006  | Казахстан | жіноча боротьба, до 63 кг | Срібло |